# Chambre de commerce et d'industrie de Nice-Côte d'Azur

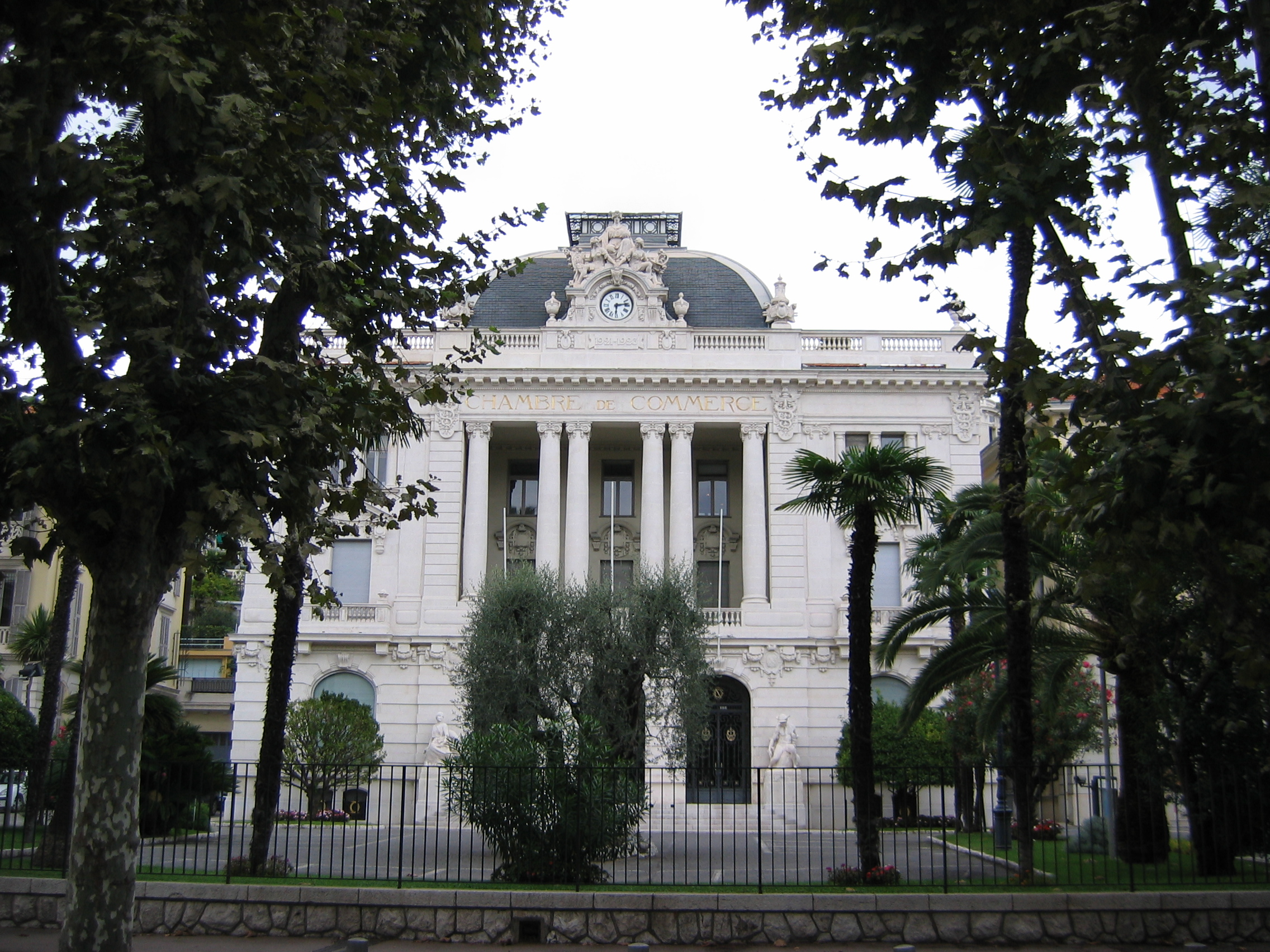
Le palais consulaire, siège de la CCI Nice Côte d'Azur

La chambre de commerce et d'industrie Nice Côte d'Azur est la CCI du département des Alpes-Maritimes. Son siège est à Nice au 20 boulevard Carabacel.
Elle fait partie de la chambre de commerce et d'industrie Provence-Alpes-Côte d'Azur, elle-même faisant partie du réseau national CCI France.

## Organisation
La chambre de commerce et d'industrie  Nice Côte d'Azur est un établissement public à caractère administratif (EPA). Elle est constituée d'une assemblée composée de 59 chefs d'entreprise du département des Alpes-Maritimes élus pour cinq ans, auxquels s'ajoutent des membres ayant un rôle consultatif : des membres associés désignés par la CCI et des conseillers techniques. Cette assemblée se réunit une fois par mois.
L'assemblée élit tous les cinq ans l'équipe exécutive de la CCI au sein d'un bureau, qui comprend un président, cinq vice-présidents, un trésorier, un trésorier adjoint et deux secrétaires. Depuis le 21 novembre 2016, le président de la CCI Nice Côte d'Azur est Jean-Pierre Savarino.
L’action du bureau est renforcée par cinq commissions économiques sectorielles (animation économique, aménagement du territoire, tourisme, tramway de Nice et urbanisme commercial) et trois commissions institutionnelles (prévention des risques, marchés, finances).

## Missions
La CCI est un organisme chargé de représenter les intérêts des entreprises commerciales, industrielles et de service des Alpes-Maritimes et de leur apporter certains services. C'est un établissement public qui gère en outre des équipements au profit de ces entreprises. Comme toutes les CCI, elle est placée sous la tutelle du préfet du département représentant le ministère chargé de l'Industrie et le ministère chargé des PME, du Commerce et de l'Artisanat.

### Service aux entreprises et territoires
- Centre de formalités des entreprises
- Accompagnement au développement du commerce
- Accompagnement au développement de l'industrie
- Accompagnement au développement des entreprises de service
- Observation économique (via son observatoire Sirius-CCI)
- Recherche de financements publics et européens

À noter que la chambre de commerce et d’industrie Nice Côte d’Azur intervient également dans le domaine de l’urbanisme, notamment au travers de la participation à l’élaboration et à la révision des documents de planifications en tant que personne publique associée.

### Gestion d'équipements
- Par participation au capital :
  - Aéroport de Nice-Côte d'Azur ;
  - Aéroport de Cannes - Mandelieu.
- Par concession de service public :
  - Port de Nice ;
  - Port de Cannes ;
  - Port de Golfe-Juan ;

Et au travers de sa participation au groupement Artemis (avec la Caisse des Dépôts et la Caisse d’Epargne Côte d’Azur) :
- - Port de Vauban Antibes, plus grand port de plaisance d'Europe, depuis le 1er janvier 2017
  - Port de Gallice Antibes à partir du 1er janvier 2018
- Par l'intermédiaire d'une société civile immobilière (SCI) :
  - Parc d'activités logistiques (le PAL).

### Formation Professionnelle et Apprentissage
- Institut de formation de l'automobile (IFA)
- Institut de formation Pharmacie-Santé (IFPS)
- INB Côte d'Azur, institut de formation des métiers du Nautisme (INB Côte d'Azur)
- Institut du Commerce et des Services (ICS)
- Point A (apprentissage)

À noter que la CCI développe également (en tant que maître d'ouvrage avec le bailleur social Habitat 06) le Campus Sud des Métiers (CSM), un équipement dont la construction a été lancée en septembre 2019, au cœur de l'Éco-Vallée, dans la plaine du Var à l'Ouest de Nice. Le futur Campus accueillera fin 2021 près de 2.500 apprentis : c'est le plus grand chantier de France dans ce domaine.

## Historique

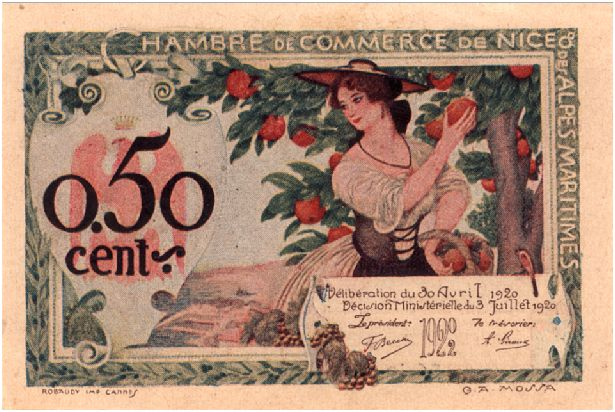
Un bon de monnaie dessiné par Gustav-Adolf Mossa émis par la chambre de commerce de Nice en 1920

La première chambre de commerce de Nice est instituée par Napoléon Bonaparte, alors Premier Consul, par un arrêté de 1803.
À la chute de l'empire napoléonien, le comté de Nice revient entre les mains du royaume de Piémont-Sardaigne le 23 avril 1814. La chambre de commerce est alors dissoute, avant que ne soit créée par lettres patentes royales du 4 janvier 1825, la « Real Camera di Commercio e d'Agricoltora di Nizza ». Elle existera jusqu’en 1860, année où sera signé le traité de Turin du 24 mars 1860 par lequel le comté de Nice sera rattaché à la France.
L’empereur Napoléon III, par un arrêté du 5 décembre 1860 remplace à compter du 1er janvier 1861 la « chambre d’agriculture et de commerce de Nice », dont l’organisation n’est pas en accord avec le régime français par la « chambre de commerce de Nice ».
Entre 1917 et 1922, la chambre de commerce de Nice et des Alpes-Maritimes émet, à l'instar de nombreuses chambres consulaires françaises,  dix-huit millions de jetons métalliques et bons de monnaie, destinés à suppléer au manque de petite monnaie causé par la thésaurisation et le trafic des métaux dus à la guerre.
Gestionnaire de grands équipements structurants au service de l'intérêt général, la CCI a également géré  :
- le port de Villefranche-Santé jusqu'à 2018
- les aéroports Nice Côte d'Azur et Cannes-Mandelieu jusqu'en 2012 (la CCI étant depuis actionnaire de référence de la société des Aéroports de la Côte d'Azur, gestionnaire des deux plateformes)
À noter que la CCI a également créé en 1963 le CERAM, grande école de commerce devenue aujourd'hui Skema Business School, basée à Sophia Antipolis. Elle a par ailleurs géré de 1995 à 2019 l'International School of Nice (ISN), école internationale (de la maternelle au BAC International), établissement pour lequel elle a noué un partenariat avec le groupe NACE School, qui assure désormais la gestion de l'ISN.

### Liste des présidents
- Alexandre Durandy (1910-1919)
- François Becchi (1919-1929)
- Henri Viterbo, de 1968 à 1970[4]
- José Bona, de 1971 à 1973[4]
- Jean-Jacques Robert, de 1974 à 1979[4]
- Joseph Ippolito, de 1980 à 1985[4]
- Maurice Estève, de 1986 à 1988[4]
- Gilbert Stellardo, de 1989 à 1994[4]
- Benoît Aonzo, de 1995 à 1998[4]
- Francis Perugini, de 1998 à 2004[4]
- Dominique Estève, de décembre 2004[5] à janvier 2011
- Bernard Kleynhoff, de janvier 2011 à novembre 2016
- Jean-Pierre Savarino, depuis le 21 novembre 2016

## Pour approfondir